# Ioan Mihai Cochinescu

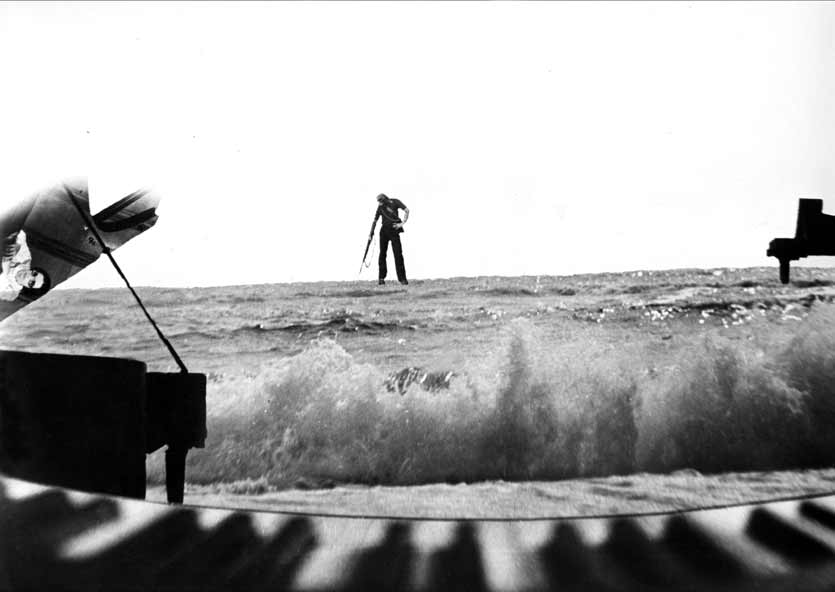
Netahejte pianistu, 1983

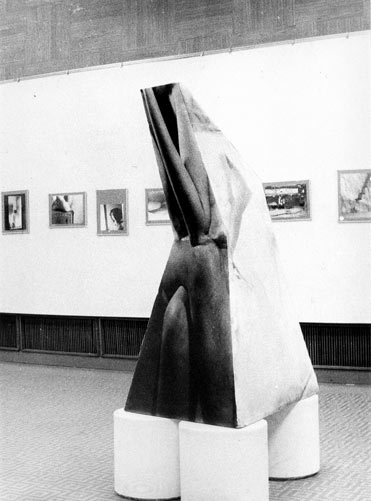
Prostorové fotografické médium Forma-fotospatiala, AAF Photo Gallery Bukurešť, 1983

Ioan Mihai Cochinescu (* 16. dubna 1951 Temešvár) je rumunský spisovatel a esejista. Je také filmovým scenáristou, režisérem, uměleckým fotografem, pedagogem, muzikologem a hudebním skladatelem.

## Životopis

### Dětství
Narodil se a vyrostl v rumunském Temešváru.

### Studium
V období mezi lety 1970 a 1974 studoval hudbu (housle, klavír a skladbu) na Národní univerzitě múzických umění v Bukurešti. Jeho profesoři byli například George Balan, Dan Constantinescu, Myriam Marbe, Victor Giuleanu, Emilia Comisel, D. D. Botez, Marin Constantin, Grigore Constantinescu, Dan Buciu, Alexandru Leahu. Získal doktorát z hudby (estetika) na této univerzitě v roce 2005. Jeho práce byla na téma benátské barokní hudby (Antonio Vivaldi).
Je učitelem estetiky na fakultě výtvarných umění a hudby Vysoká školy Ploješť v Rumunsku.

## Umělecká a literární činnost

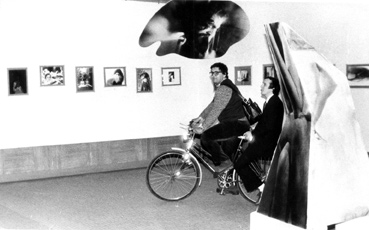
Prostorové fotografické médium Forma-fotospatiala, AAF Photo Gallery Bukurešť, 1983

Během 80. let se podílel na literárním životě v Bukurešti, on i mnoho jeho kolegů bojovali proti komunistické cenzuře.
Jako umělecký fotograf se zúčastnil během let 1982-1986 řady mezinárodních soutěží v Rumunsku,Francii, Brazílii a Polsku, kde vyhrál několik cen. Jeho eseje, články a překlady byly publikovány v časopise Fotografia. Je tvůrcem prostorového fotografického média Forma-fotospatiala (angl. Photoplan - and Photospacial Forms), které bylo představeno v galeriích umění fotografie AAF (1983 Bukurešť), Sala Dalles (1983 Bukurešť) a roku 1986 v Polsku. Sám uspořádal První národní salon pro fotografické eseje ESEF v Ploješti v roce 1986.
Je členem Unie spisovatelů Rumunska (1993), Asociace výtvarných fotografů v Rumunsku - AAF (1982), zakladatel a předseda Literární společnost Ploješť - SPLP (1990), původní člen (1994) a člen výkonného výboru (1996) z Asociace profesionálních rumunských spisovatelů - ASPRO.

## Dílo

### Literární a vědecká činnost
- 1991 román "The Ambassador" (Cartea Românească Publishing House, ISBN 973-23-0252-6)
- 1993 "Rock and Depeche, film podle románu" (LiberArt Publishing House, Ploiești)
- 1996 "Isabella's winter dream" (ISBN 973-576-077-0) and "The island" (RAO Publishing House), krátké povídky 80. léta
- 2001 "The Caligraphically Treatise", essay (Noel Computer Publishing House, Ploiești)

Následující knihy byly/jsou připravované:
- "The Sublime" (aesthetic studies 1994)
- "Alchimie and music" (2005)
- "The venetian musical baroque" (2005)
- "Antonio Vivaldi" (2005)

### Filmy

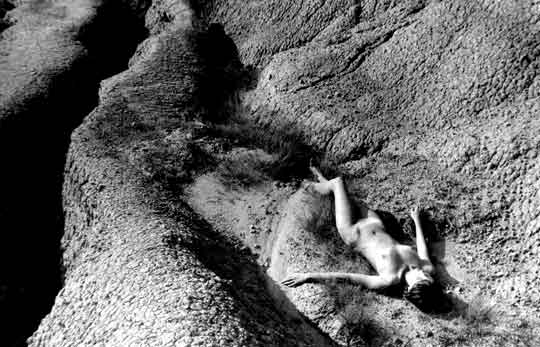
Textury #5, 1987

- "The last snowman" (1968)
- "When the adults play it" (1969)
- "The house on the hill" (1969)
- "The city" (1970)
- "The fish in the water" (1971)
- "The wedding" (1973)

### Literární časopisy, rozhlas a televize
- Literary magazines: "Contrapunct", "Romania literara", "Literatorul", "Caiete critice" a.s.o.
- Broadcast and television: Romanian Broadcast(1997), SOTI Television Bucharest(1993), Romanian Television - TVR (1973–1974), Antena 1 TV Ploiești (1999–2000) atd.

## Ocenění, kritika
Ceny za román The Ambassador (1991):
- Romanian Academy's Award
- Romanian Writers Union's Award
- Liviu Rebreanu Award

### Kritické hodnocení
Gabriela Adameșteanu, Magdalena Bedrosian, Nicolae Breban, Zoe Dumitrescu-Bușulenga, Călin Căliman, Mircea Cărtărescu, Ov.S.Crohmălniceanu, Constantin Hârlav, Florin Iaru, Ion Bogdan Lefter, Alexandru Leahu, Monica Lovinescu, Fl.Manolescu, Dan C.Mihăilescu, Simona Popescu, Tania Radu, Iosif Sava, Eugen Simion, Octavian Soviany, Elena Ștefoi, Alex.Mihai Stoenescu, Ion Stratan, Cristian Teodorescu, Laurentiu Ulici, Ioan Vieru atd.

## Díla
- The Ambassador (1991), román
- Rock & Depeche. The movie of a novel (1993), román
- Isabella's winter dream (1996), krátké příběhy
- The Caligraphically Treatise (2001), eseje